# Kampmalmens distrikt
Kampmalmen (finska: Kampinmalmi) är ett av fem distrikt i Södra stordistriktet i Helsingfors stad.
Kampmalmen har  följande fem stadsdelar:
- Kampen
- Främre Tölö
- Gräsviken
- Lappviken
- Busholmen

Västra hamnen omfattar de södra delarna av Kampmalmen samt Munkholmen. 